# 프리모시 페테르카
프리모시 페테르카(슬로베니아어: Primož Peterka, 1979년 2월 28일 ~ )는 슬로베니아의 스키점프 선수로 2002년 동계 올림픽에서 라지힐 단체전 동메달을 획득한 슬로베니아 국가대표팀의 일원이다. 슬로베니아 스키점프 선수 중 가장 성공한 선수 중 한 명으로 FIS 스키점프 월드컵을 2번 연속으로 우승했다.